# 대웅초등학교
대웅초등학교는 대한민국 경상남도 함양군 유림면 유림북로 235 (옥매리)에 있었던 초등학교이다.

## 연혁
- 1946년 9월 1일 대웅공립국민학교 설립 인가
- 1984년 6월 15일 병설유치원 개원
- 1996년 3월 1일 대웅초등학교로 교명 변경
- 1999년 2월 20일 제48회 졸업식(총 졸업생 10명)
- 1999년 9월 1일 수동초등학교에 통합